# Чемпионат мира по футболу 2022 (отборочный турнир, УЕФА, группа G)

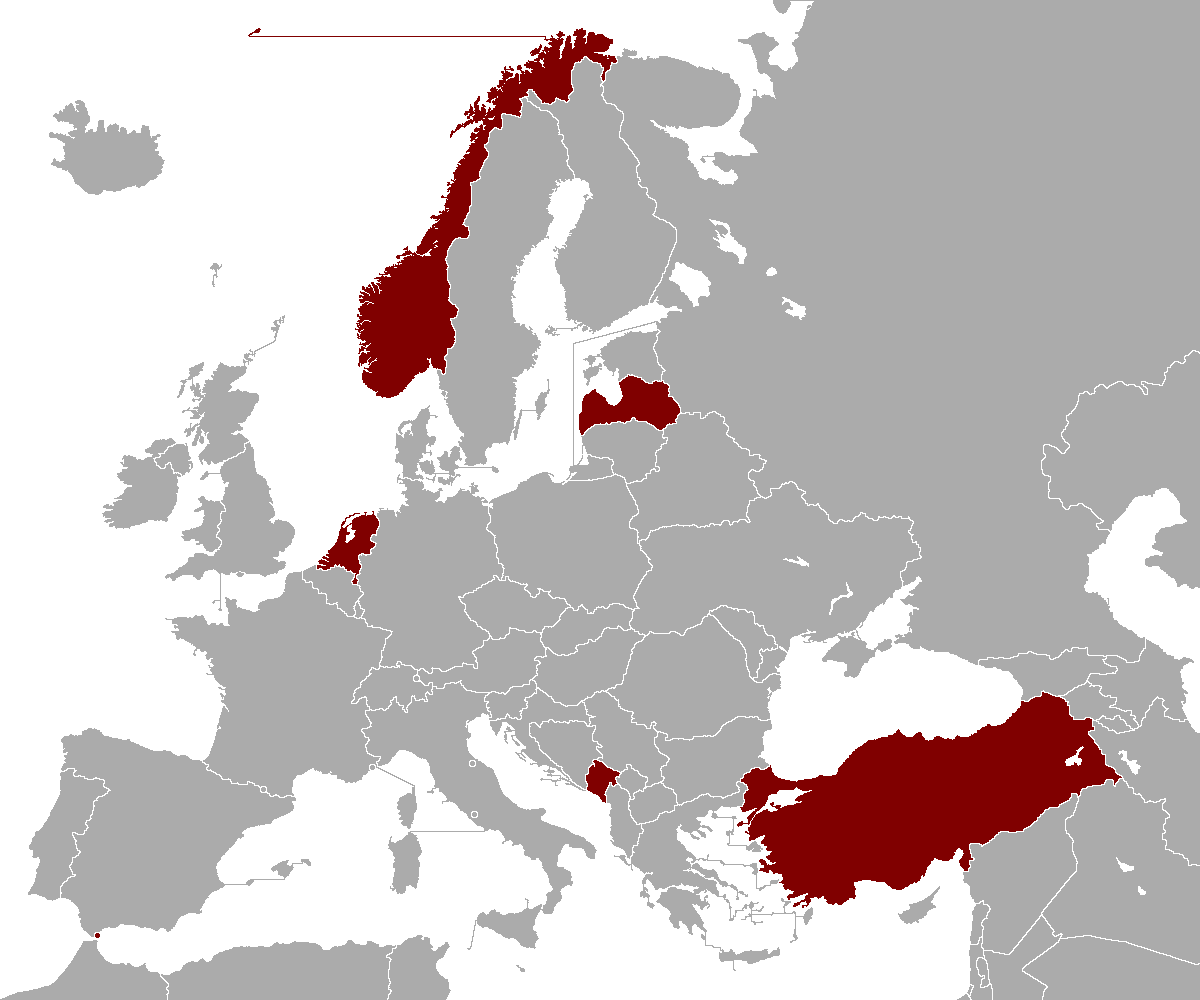

Жеребьёвка отборочного турнира европейской квалификации чемпионата мира 2022 прошла в Цюрихе 7 декабря 2020 года. В группу G зоны УЕФА попали сборные по футболу следующих стран: Нидерланды, Турция, Норвегия, Черногория, Латвия и Гибралтар.
Матчи в группе G прошли с 24 марта 2021 года по 16 ноября 2021 года.
Сборная Нидерландов, занявшая первое место, вышла в финальную часть чемпионата мира напрямую. Сборная Турции, занявшая второе место, принимала участие в стыковых матчах за право выхода в финальную часть турнира. Все остальные не прошли квалификацию и не попали в финальную часть.
| Поз | Команда    | И  | В | Н | П  | МЗ | МП | РМ  | О  | Квалификация                        |     | Нидерланды | Турция | Норвегия | Черногория | Латвия | Гибралтар |
| --- | ---------- | -- | - | - | -- | -- | -- | --- | -- | ----------------------------------- | --- | ---------- | ------ | -------- | ---------- | ------ | --------- |
| 1   | Нидерланды | 10 | 7 | 2 | 1  | 33 | 8  | +25 | 23 | Квалификация на Чемпионат мира 2022 |     | —          | 6:1    | 2:0      | 4:0        | 2:0    | 6:0       |
| 2   | Турция     | 10 | 6 | 3 | 1  | 27 | 16 | +11 | 21 | Выход в раунд плей-офф              |     | 4:2        | —      | 1:1      | 2:2        | 3:3    | 6:0       |
| 3   | Норвегия   | 10 | 5 | 3 | 2  | 15 | 8  | +7  | 18 |                                     |     | 1:1        | 0:3    | —        | 2:0        | 0:0    | 5:1       |
| 4   | Черногория | 10 | 3 | 3 | 4  | 14 | 15 | −1  | 12 |                                     | 2:2 | 1:2        | 0:1    | —        | 0:0        | 4:1    |           |
| 5   | Латвия     | 10 | 2 | 3 | 5  | 11 | 14 | −3  | 9  |                                     | 0:1 | 1:2        | 0:2    | 1:2      | —          | 3:1    |           |
| 6   | Гибралтар  | 10 | 0 | 0 | 10 | 4  | 43 | −39 | 0  |                                     | 0:7 | 0:3        | 0:3    | 0:3      | 1:3        | —      |           |

## Результаты
Расписание матчей было опубликовано УЕФА после жеребьёвки 10 декабря 2020 года в Цюрихе.

### 1 тур
| Турция                                       | 4:2   | Нидерланды                   |
| -------------------------------------------- | ----- | ---------------------------- |
| Йылмаз 15′, 34′ (пен.), 81′ · Чалханоглу 46′ | отчёт | Классен 75′ · Л. де Йонг 76′ |

| Гибралтар | 0:3   | Норвегия                                  |
| --------- | ----- | ----------------------------------------- |
|           | отчёт | Сёрлот 43′ · Торстведт 45′ · Свенссон 57′ |

| Латвия           | 1:2   | Черногория       |
| ---------------- | ----- | ---------------- |
| Я. Икауниекс 40′ | отчёт | Йоветич 41′, 83′ |

### 2 тур
| Черногория                                            | 4:1   | Гибралтар        |
| ----------------------------------------------------- | ----- | ---------------- |
| Бечирай 26′ · Симич 43′ · Томашевич 53′ · Йоветич 80′ | отчёт | Стайч 30′ (пен.) |

| Нидерланды                   | 2:0   | Латвия |
| ---------------------------- | ----- | ------ |
| Бергёйс 32′ · Л. де Йонг 69′ | отчёт |        |

| Норвегия | 0:3   | Турция                      |
| -------- | ----- | --------------------------- |
|          | отчёт | Туфан 4′, 59′ · Сёюнджю 28′ |

### 3 тур
| Гибралтар | 0:7   | Нидерланды                                                                                 |
| --------- | ----- | ------------------------------------------------------------------------------------------ |
|           | отчёт | Бергёйс 42′ · Л. де Йонг 55′ · Депай 61′, 88′ · Вейналдум 62′ · Мален 64′ · Ван де Бек 85′ |

| Черногория | 0:1   | Норвегия   |
| ---------- | ----- | ---------- |
|            | отчёт | Сёрлот 35′ |

| Турция                                          | 3:3   | Латвия                                            |
| ----------------------------------------------- | ----- | ------------------------------------------------- |
| Караман 2′ · Чалханоглу 33′ · Йылмаз 52′ (пен.) | отчёт | Савальниекс 35′ · Улдрикис 58′ · Д. Икауниекс 79′ |

### 4 тур
| Латвия                                   | 3:1   | Гибралтар          |
| ---------------------------------------- | ----- | ------------------ |
| Гутковский 50′ (пен.), 85′ · Цыганик 89′ | отчёт | де Барр 71′ (пен.) |

| Норвегия   | 1:1   | Нидерланды  |
| ---------- | ----- | ----------- |
| Холанн 20′ | отчёт | Классен 37′ |

| Турция                | 2:2   | Черногория                    |
| --------------------- | ----- | ----------------------------- |
| Ундер 9′ · Языджи 31′ | отчёт | Марушич 40′ · Радунович 90+7′ |

### 5 тур
| Латвия | 0:2   | Норвегия                          |
| ------ | ----- | --------------------------------- |
|        | отчёт | Холанн 20′ (пен.) · Эльюнусси 66′ |

| Гибралтар | 0:3   | Турция                                        |
| --------- | ----- | --------------------------------------------- |
|           | отчёт | Дервишоглу 54′ · Чалханоглу 65′ · Караман 83′ |

| Нидерланды                                        | 4:0   | Черногория |
| ------------------------------------------------- | ----- | ---------- |
| Депай 38′ (пен.), 62′ · Вейналдум 70′ · Гакпо 76′ | отчёт |            |

### 6 тур
| Черногория | 0:0   | Латвия |
| ---------- | ----- | ------ |
|            | отчёт |        |

| Нидерланды                                                    | 6:1   | Турция      |
| ------------------------------------------------------------- | ----- | ----------- |
| Классен 1′ · Депай 16′, 38′ (пен.), 54′ · Тил 80′ · Мален 90′ | отчёт | Ундер 90+2′ |

| Норвегия                                            | 5:1   | Гибралтар |
| --------------------------------------------------- | ----- | --------- |
| Торстведт 23′ · Холанн 27′, 39′, 90+1′ · Сёрлот 59′ | отчёт | Стайч 43′ |

### 7 тур
| Гибралтар | 0:3   | Черногория                           |
| --------- | ----- | ------------------------------------ |
|           | отчёт | Марушич 7′ · Бечирай 44′ (пен.), 68′ |

| Латвия | 0:1   | Нидерланды  |
| ------ | ----- | ----------- |
|        | отчёт | Классен 19′ |

| Турция        | 1:1   | Норвегия      |
| ------------- | ----- | ------------- |
| Актюркоглу 6′ | отчёт | Торстведт 41′ |

### 8 тур
| Латвия             | 1:2   | Турция                           |
| ------------------ | ----- | -------------------------------- |
| Демирал 70′ (авт.) | отчёт | Дурсун 76′ · Йылмаз 90+9′ (пен.) |

| Нидерланды                                                                      | 6:0   | Гибралтар |
| ------------------------------------------------------------------------------- | ----- | --------- |
| Ван Дейк 9′ · Депай 21′, 45+3′ (пен.) · Дюмфрис 48′ · Груневелд 75′ · Мален 86′ | отчёт |           |

| Норвегия             | 2:0   | Черногория |
| -------------------- | ----- | ---------- |
| Эльюнусси 29′, 90+6′ | отчёт |            |

### 9 тур
| Норвегия | 0:0   | Латвия |
| -------- | ----- | ------ |
|          | отчёт |        |

| Турция                                                                       | 6:0   | Гибралтар |
| ---------------------------------------------------------------------------- | ----- | --------- |
| Актюркоглу 11′ · Дервишоглу 38′, 41′ · Демирал 65′ · Дурсун 81′ · Мюлдюр 84′ | отчёт |           |

| Черногория                 | 2:2   | Нидерланды            |
| -------------------------- | ----- | --------------------- |
| Вукотич 82′ · Вуйнович 86′ | отчёт | Депай 25′ (пен.), 54′ |

### 10 тур
| Гибралтар | 1:3   | Латвия                                      |
| --------- | ----- | ------------------------------------------- |
| Уокер 7′  | отчёт | Гутковский 25′ · Улдрикис 55′ · Кроллис 75′ |

| Черногория | 1:2   | Турция                     |
| ---------- | ----- | -------------------------- |
| Бечирай 4′ | отчёт | Актюркоглу 22′ · Кёкчю 60′ |

| Нидерланды                 | 2:0   | Норвегия |
| -------------------------- | ----- | -------- |
| Бергвейн 84′ · Депай 90+1′ | отчёт |          |

## Лучшие бомбардиры
5 мячей
| - Эрлинг Холанн |

4 мяча
| - Бурак Йылмаз |

3 мяча
| - Люк Де Йонг | - Стеван Йоветич |  |

2 мяча
| - Стевен Бергёйс - Мемфис Депай | - Александр Сёрлот - Озан Туфан | - Хакан Чалханоглу |

1 мяч
| - Рис Стайч - Давис Икауниекс - Янис Икауниекс - Робертс Савальниекс - Робертс Улдрикис - Донни ван де Бек | - Джорджиньо Вейналдум - Дэви Классен - Дониэлл Мален - Кристиан Торствендт - Юнас Свенссон | - Кенан Караман - Чалар Сёюнджю - Фатос Бечирай - Марко Симич - Жарко Томашевич |